# École des mines
Une école des mines est un établissement d'études supérieures dont la vocation initiale est d'assurer une formation à l'exploitation des mines, aux technologies et méthodes de gestion des industries associées, à savoir production/transformation d'énergie et de matières premières. 

## Par pays

### Allemagne
- École des mines de Freiberg
- Université de technologie de Clausthal

### Australie
- Curtin School of Mines

### Autriche
- École des mines de Leoben

### Belgique
- L'École des mines du Hainaut est le nom à sa création en 1836, de la Faculté polytechnique de Mons intégrée à l'UMons en 2007.
- L’École des Mines de Liège, fondée en 1838, a été agrégée à l'Université de Liège.

### Espagne
- Escuela de Minas de Oviedo
- Escuela Técnica Superior de Ingenieros de Minas de Madrid

### États-Unis
- Colorado School of Mines
- South Dakota School of Mines and Technology
- École des mines du Nouveau-Mexique

### France
Il existe plusieurs écoles de ce type :
- l'École nationale supérieure des mines de Paris (Mines Paris) qui forme aussi les ingénieurs du corps des mines ;
- l'École nationale supérieure des mines de Nancy (Mines Nancy).
- l'École nationale supérieure des mines d'Albi-Carmaux (IMT Mines Albi);
- l'École nationale supérieure des mines d'Alès (IMT Mines Alès);
- l'École nationale supérieure des mines de Saint-Étienne (Mines Saint-Étienne);
- l'École nationale supérieure Mines-Télécom Atlantique Bretagne Pays de la Loire (IMT Atlantique, fusion des Mines de Nantes et de Télécom Bretagne) ;
- l'École nationale supérieure Mines-Télécom Lille-Douai (IMT Nord Europe, ancien IMT Lille-Douai, fusion des Mines de Douai et de Télécom Lille) qui forme aussi les ingénieurs du corps de l'industrie et des mines.

Expression aujourd'hui désuète, les « Grandes Mines » désignaient les écoles de Paris, Nancy et Saint-Étienne, tandis que les « Petites Mines » désignaient Albi, Alès, Douai et Nantes autrefois accessibles dès Bac+1 par le concours commun "Mines Sup".

### Inde
- Indian School of Mines

### République tchèque
- Université technique d'Ostrava

### Royaume-Uni

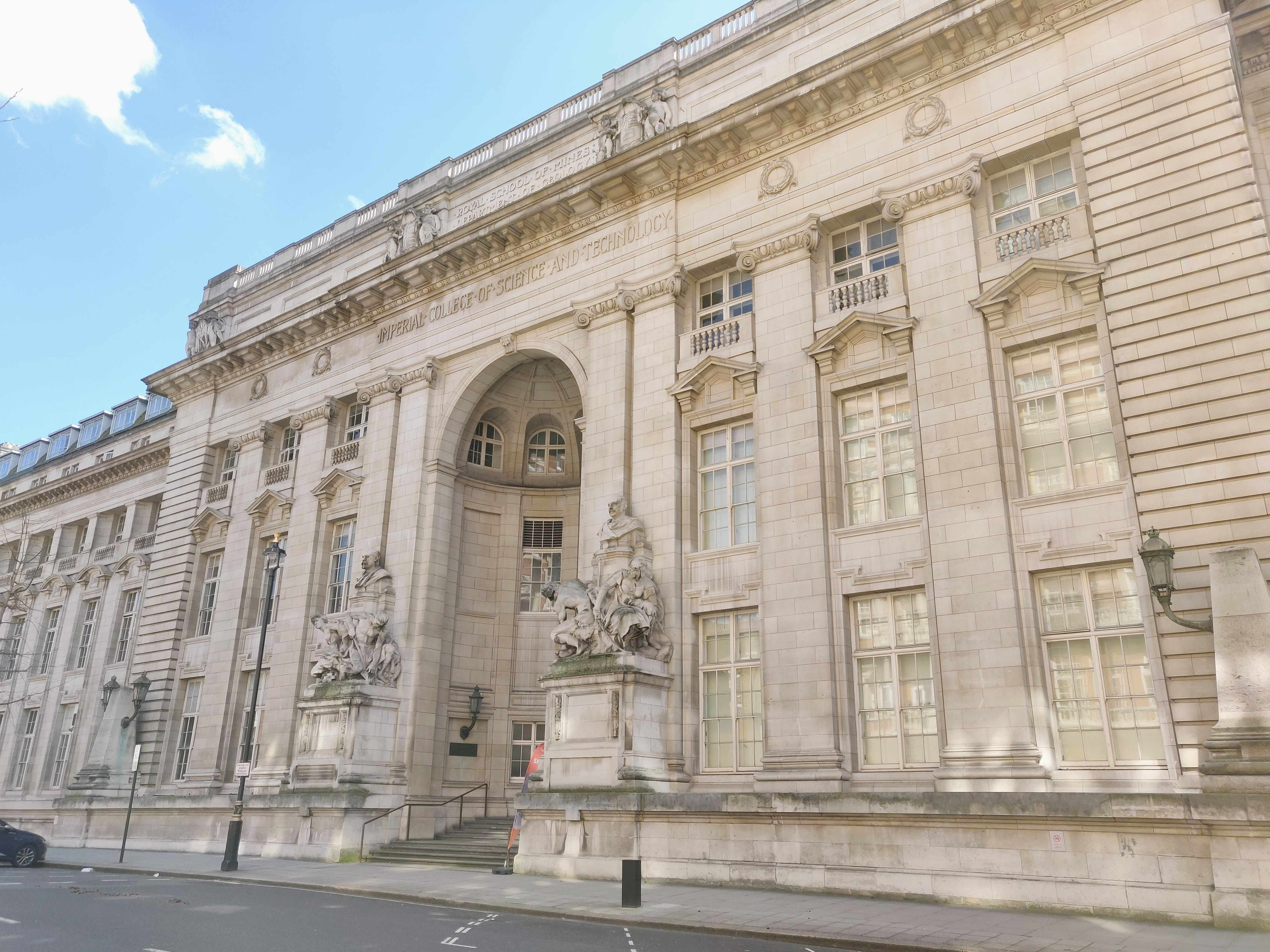
La Royal School of Mines d'Imperial College London.

- Royal School of Mines (auj. département de sciences des matériaux d’Imperial College London)
- Camborne School of Mines

### Russie
- Institut minier de Moscou
- École des mines de Saint-Pétersbourg

### Maroc
- École nationale supérieure des mines de Rabat (Mines Rabat).
- École des mines de Marrakech

## Anciennes écoles

### Belgique
Écoles formant des ingénieurs civils des mines
- École des mines du Hainaut (1836) (Université de Mons)
- École des arts et manufactures et des mines de Liège (1836) (Université de Liège)
- École spéciale des mines de Liège (1838) (Université de Liège)

### Canada
Canada - École de faculté des sciences appliquées
- École des mines, de géologie et de métallurgie de Québec (1937) (Université Laval)

### France
Écoles formant des ingénieurs civils des mines
- École des mines du Mont-Blanc[2] (1802-1814), devenue École des mines de Paris
- École des mines de Geislautern[3] (1806-1816)

École formant des ingénieurs diplômés
- École des arts industriels et des mines (1854) (École centrale de Lille)